# マニアックダンス
「マニアックダンス」 ("Maniac Dance")はストラトヴァリウスのシングル。アルバム『ストラトヴァリウス』からの約1か月早く先行販売されたシングルである。作詞作曲ティモ・トルキ。
印象的なギターリフから始まるミドルテンポの曲だが、今までのストラトヴァリウスの楽曲のような煌びやかさや神秘的な雰囲気はない。ストラトヴァリウスのシングルの中ではかなり異色の曲と言えよう。

## 収録曲
1. "Maniac Dance" (4:34)
2. "United (edit)" (5:28)
3. "Maniac Dance (Risto Asikainen Quantum mix)" (3:53)
4. "Maniac Dance (instrumental demo) (4:38)

## プロモーションビデオ
薄暗い倉庫のような場所でメンバー5名が演奏している。バスルームに何故かモニターがあり、長身の女性モデルがストラトヴァリウスが演奏している姿を見たり、着衣のまま水が張ってあるバスタブに入り大きな水しぶきが出る。この曲が収録された『ストラトヴァリウス』制作後にヤリ・カイヌライネンが脱退し、2008年にティモ・トルキが事実上脱退となったため、ヤリとトルキが出演している最後のプロモーションビデオとなった。